# Downshifting
Downshifting v oblasti životního stylu je zkrácení pracovní doby s cílem vést plnohodnotnější život a mít jej více pod kontrolou. Na rozdíl od konceptu dobrovolné skromnosti se downshifting nesoustředí na vědomé vyhýbání se spotřebě, ale na zkrácení pracovní doby a smysluplnější využití získaného času. Upuštění od spotřeby je prostředkem k dosažení cíle, protože downshifting často znamená, že je k dispozici méně finančních zdrojů, což lze vyvážit vědomým odříkáním.
Downshifting neznamená radikální odklon od společnosti, ale spíše opatrné, promyšlené dílčí kroky ke snížení pracovního vytížení na individuálně přijatelnou nebo požadovanou úroveň a využití takto získané svobody k větší rozmanitosti a smyslu života.
Downshifting je trendem z angloamerického regionu. Tam byly důsledky vysoké pracovní zátěže viditelné dříve než v Evropě (viz také syndrom vyhoření). Termín downshifting (obecně v angličtině znamenající „podřazení“ při řízení auta) byl v tomto smyslu poprvé zaveden v 90. letech mj. irským filozofem ekonomie a spoluzakladatelem London Business School Charlesem B. Handym. Jeho myšlenkou je nejen obejít se bez zbytečností a řídit se heslem „méně je někdy více“, ale především najít více smyslu ve svém vlastním životě prostřednictvím osobního přeorientování.